# ایزو/آی‌ای‌سی ۷۸۱۰

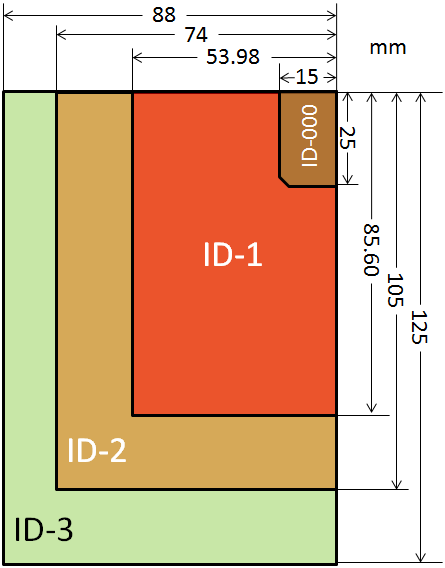
تصویر اندازه‌های کارت‌ها در ایزو ISO/IEC ۷۸۱۰

ایزو/آی‌ای‌سی ۷۸۱۰ استاندارد  بین‌المللی کارت‌های شناسایی - خصوصیات فیزیکی است که مشخص‌کننده ویژگی‌های فیزیکی برای کارت‌های شناسایی است.ایزو ۷۸۱۰
ویژگی‌های فیزیکی و فرمت کارت‌های اعتباری در شماره‌های استاندارد ISO/IEC ۷۸۱۰ تنظیم و استفاده می‌شوند. توافق با این استاندارد به این معنی است که این کارت را می‌توان در سراسر جهان مورد استفاده قرار داد. تدوین هر استاندارد یک کار جمعی با همیاری کمیته تولید کنندگان، کاربران، سازمان‌های پژوهشی، ادارات دولتی و مصرف کنندگان می‌باشد تا استانداردهایی که قادر به پاسخگویی به خواسته‌های جامعه و تکنولوژی هستند ایجاد شوند.
ویژگی‌های مشخص شده عبارتند از:
- ابعاد فیزیکی
- مقاومت در برابر خم شدن، شعله، مواد شیمیایی، دما و رطوبت
- سمی بودن

این استاندارد شامل روش آزمون مقاومت به حرارت است.